# Dolores Claman
Dolores Olga Claman (* 6. Juli 1927 in Vancouver; † 17. Juli 2021 in Spanien) war eine kanadische Komponistin.

## Leben
Dolores Claman studierte zunächst Klavier in ihrer Heimatstadt und anschließend Komposition an der University of Southern California; auf Anraten von Lawrence Tibbett ging sie an die renommierte Juilliard School of Music zum weiteren Studium von Piano und Komposition, für das sie ein Stipendium erhielt. Zu Beginn der 1950er Jahre erschienen mit dem Ballett Le Rêve und der Musikkomödie Timber! erste Bühnenwerke. Nach ihrem Umzug nach London arbeitete Claman für Independent Television und für die Theater des West End. In Großbritannien lernte sie 1957 ihren zukünftigen Mann, den Liedtexter Richard Morris (* 1931), kennen und heiratete ihn. 1958 zog sie mit ihm nach Toronto und schuf im Laufe von fast 40 Jahren über dreitausend Jingles für die Werbung.
1963 erschien das Musical Mr. Scrooge nach Charles Dickens; 1968 das Fernsehstück In the Klondike. Arbeiten für Filme, Dokumentationen und Fernsehsendungen folgten. 1967 schrieb Claman A Place to Stand (das auch als Ontari-ari-ario bekannt ist) für den gleichnamigen, mit einem Oscar prämierten Kurzfilm anlässlich der Expo 67. Im Jahr darauf entstand für die Canadian Broadcasting Corporation das Stück The Hockey Theme für die Präsentation der Eishockeyliga im Fernsehen, das sich im Laufe der Jahre zur „zweiten Hymne Kanadas“ entwickelte. 2004 prozessierte Claman gegen CBC, die das Stück als Klingelton zur Verfügung gestellt hatten. 2010 wurde das Stück in die Canadian Songwriters Hall of Fame aufgenommen. 1969 schrieb Claman Look Out World für die Canada Games.
Zwischen 1965 und 1970 bildete Claman mit ihrem Ehemann und den Brüdern Jerry und Rudy Toth, die als Arrangeure arbeiteten, die Quartet Productions.
Dolores Claman hatte eine Tochter und starb im Alter von 94 Jahren am 17. Juli 2021 in Spanien, nachdem sie bereits zwei Jahre lang an Demenz gelitten hatte.

## Filmografie (Auswahl)
- 1971: Captain Apache